# Pero garuparia
Pero garuparia là một loài bướm đêm trong họ Geometridae.